# Alphabet (entreprise)
Pour les articles homonymes, voir Alphabet (homonymie).
Alphabet Inc. (prononcé : [ˈælfəbɛt] ) est une entreprise américaine basée en Californie, créée en 2015 sous la forme de conglomérat de sociétés précédemment détenues par la société Google. Selon les fondateurs de Google, le but de cette structure est de décharger la société historique des activités ne représentant pas son cœur de métier, à savoir les services Internet tels que l'indexation de pages, YouTube ou Gmail qui tirent des revenus de la publicité en ligne. Selon l'entreprise, les comptes de Google en ressortent clarifiés et les risques sont désormais répartis entre les filiales. L'atténuation d'abus de position dominante a aussi été évoquée.
Alphabet Inc. est actuellement dirigée par Sundar Pichai (PDG).
Le nom de la société Alphabet a été choisi car il représente le langage, l'innovation la plus importante de l'humanité, qui est au cœur de l'outil de recherche Google, selon les fondateurs. C'est aussi parce que l'alphabet est constitutif de toutes les langues et que Google voulait être accessible pour tout le monde. Larry Page évoque également que le nom de la société représente un jeu de mots avec alpha et bet, qui signifie « pari » en anglais,.

## Histoire
L'entreprise Alphabet est créée à l'occasion de la restructuration de Google, afin de recentrer les activités du moteur de recherche et des services internet — incluant du matériel comme les téléphones Google Nexus et Pixel tout en explorant d'autres domaines via des filiales au sein d'Alphabet. Le but n'est pas d'en faire une marque forte, mais de regrouper plusieurs marques indépendantes. Le groupe est constitué initialement de Google Inc., Google Nest, Calico, ainsi que Google Fiber, X, les fonds CapitalG et GV,,, et Sidewalk Labs (en) dans le domaine de l'urbanisation.
À la suite de cette restructuration, Alphabet compte désormais sur plusieurs dirigeants pour gérer les différentes filiales du groupe. Les deux fondateurs de Google, Larry Page et Sergey Brin, prennent alors la tête de la nouvelle entreprise respectivement en tant que PDG et président,. Néanmoins ce dernier supervise également le laboratoire X. Et c'est l'ancien dirigeant d'Android et Chrome, Sundar Pichai, qui devient le nouveau PDG du moteur de recherche.
Le 2 octobre 2015, les actions Google deviennent des actions Alphabet conservant les mêmes codes GOOG et GOOGL. Le conseil d'administration d'Alphabet est constitué des mêmes membres que celui de Google.
En septembre 2016, Alphabet annonce l'acquisition d'Apigee Corp pour 625 millions de dollars.
En juin 2019, Alphabet annonce l'acquisition de Looker, une entreprise spécialisée dans le cloud, pour 2,6 milliards de dollars.
En novembre 2019, Alphabet annonce le rachat de Fitbit pour 2,1 milliards de dollars.
Le 3 décembre 2019, Larry Page et Sergey Brin annoncent conjointement qu'ils quittent leurs fonctions respectives, demeurant en tant qu'employés et conservant leur vote majoritaire au conseil d'administration. Sundar Pichai, le PDG de Google, doit assumer le rôle de PDG d'Alphabet tout en conservant le même rôle chez Google.
En mars 2022, Alphabet annonce l'acquisition de Mandiant, une entreprise américaine de cybersécurité, pour 5,4 milliards de dollars.
En mars 2025, Alphabet annonce vouloir faire l'acquisition pour 32 milliards de dollars de Wiz, une entreprise de cybersécurité israélienne. Cependant, l'autorité de la concurrence américaine n'a pas encore donné son accord.

## Capitalisation
En février 2016, la capitalisation d'Alphabet atteint 555 milliards de dollars américains et devient la première capitalisation mondiale devant Apple, même si les groupes restent proches et s'échangent la place suivant l'évolution de leur cours de bourse. Au printemps 2017, Alphabet est largement distancé par Apple en matière de capitalisation boursière.
Début 2020, la capitalisation dépasse les 1 000 milliards de dollars américains.

## Gouvernance, actionnariat, finances

### Actionnariat
| Actionnaire                       | Pourcentage |
| --------------------------------- | ----------- |
| The Vanguard Group                | 7,58 %      |
| Capital Research & Management     | 5,00 %      |
| SSgA Funds Management             | 3,64 %      |
| Fidelity Management & Research    | 3,12 %      |
| BlackRock Fund Advisors           | 2,15 %      |
| T. Rowe Price Associates          | 1,94 %      |
| Geode Capital Management          | 1,93 %      |
| Norges Bank Investment Management | 1,67 %      |
| Northern Trust Investments        | 1,16 %      |
| Wellington Management             | 1,08 %      |

### Gouvernance
En 2023, les membres du conseil d'administration sont les personnes suivantes : 
| Nom                    | Statut                                | Description |
| ---------------------- | ------------------------------------- | --- |
| John L. Hennessy       | Président du conseil d'administration | Informaticien américain Lauréat du Prix Turing                                                                                 |
| Sundar Pichai          | Administrateur                        | PDG de Alphabet |
| Larry Page             | Administrateur                        | Cofondateur de Google |
| Sergey Brin            | Administrateur                        | Cofondateur de Google |
| Frances Arnold         | Administratrice                       | Lauréate du Prix Nobel de Chimie                                                                                               |
| R. Martin Chávez       | Administrateur                        | Membre du fonds d'investissement Sixth Street Partners. Ancien directeur des systèmes d'information de la banque Goldman Sachs |
| L. John Doerr          | Administrateur                        | Investisseur majeur de la Silicon Valley                                                                                       |
| Roger W. Ferguson, Jr. | Administrateur                        | Ancien Vice-President de la Réserve Fédérale                                                                                   |
| Ann Mather             | Administratrice                       | Ancienne directrice financière de Pixar Membre du conseil d'administration de Bumble et Netflix                                |
| K. Ram Shriram         | Administrateur                        | Investisseur majeur de la Silicon Valley                                                                                       |
| Robin L. Washington    | Administrateur                        | Ancienne directrice financière de Gilead Membre du conseil d'administration de Salesforce                                      |

### Finances
| Année                                              | 2019    | 2020    | 2021    | 2022    |
| -------------------------------------------------- | ------- | ------- | ------- | ------- |
| Chiffre d'affaires                                 | 161 857 | 182 527 | 257 637 | 282 836 |
| Résultat d'exploitation                            | 34 231  | 41 224  | 78 714  | 74 842  |
| Marge d'exploitation (Résultat d'exploitation /CA) | 21,1%   | 22,6%   | 30,6%   | 26,5%   |
| Résultat net                                       | 34 343  | 40 269  | 76 033  | 59 972  |
| Marge nette (Résultat net / CA)                    | 21,2%   | 22,1%   | 29,5%   | 21,2%   |

## Entreprises de la holding
La holding comprend les entreprises suivantes, certaines ayant changé de nom quelque temps après la création d'Alphabet afin de marquer la séparation avec Google : 
- Google Inc. : moteur de recherche, services sur internet (tel que Gmail), système d'exploitation mobile Android, ainsi que ses filiales actives sur le web telles que YouTube ;
- Google Nest : filiale domotique du groupe ;
- Calico : société de biotechnologie ;
- Verily Life Science (anciennement Google Life Sciences) : société de biotechnologie ;
- X (anciennement Google X) : laboratoire de recherche sur des paris risqués (moonshots en anglais)[30], traitant par exemple, de l'intelligence artificielle, avec comme application notamment la voiture sans conducteur Google Car ou le programme de jeu de go AlphaGo ;
- CapitalG ;
- GV (anciennement Google Ventures) : fonds de placement destiné à investir dans les startups ;
- Google Fiber : projet de construction d'un réseau filaire utilisant la fibre optique ;
- Sidewalk Labs : urbanisation et technologie. Dirigée par Dan Doctoroff (en), ancien adjoint au maire de New York[31] ;
- Jigsaw (en) (anciennement Google Ideas), think tank devenant un incubateur de technologie afin de lutter contre la violence et la corruption, par exemple, contre l'extrémisme, le terrorisme, les attaques numériques comme l'hameçonnage et les dénis de service, le blanchiment d'argent ou le crime organisé[1],[32],[33].
- Waymo (anciennement google car) : société de voitures autonomes ;
- Dandelion energy : utilisation de la géothermie[34] ;
- Chronicle security : société spécialisée dans la cybersécurité ;
- Loon : connecter les gens avec des ballons[35] ;
- Wing : service de drones[35] ;
- DeepMind Technologies : recherches en intelligence artificielle[36]
- Charlestone Road Registry : Registre de noms de domaine pour les GTLD  tels que  .dev et .google [37]

Google reste la principale source de revenus du groupe, les autres entreprises constituent ce qui est appelé par Alphabet la division « other bets » (en français : autres paris). Les résultats financiers sont présentés séparément sur ces deux segments. Sur la partie « autres paris », le chiffre d'affaires 2015 est en hausse par rapport à l'année précédente, mais les pertes s'élèvent à 3,6 milliards de dollars en 2015.

## Dirigeants
| Identité                   | Période         | Période         | Durée                     |
| Identité                   | Début           | Fin             | Durée                     |
| -------------------------- | --------------- | --------------- | ------------------------- |
| Larry Page (né en 1973)    | 10 août 2015    | 3 décembre 2019 | 4 ans, 3 mois et 23 jours |
| Sundar Pichai (né en 1972) | 3 décembre 2019 | En cours        | 5 ans, 5 mois et 17 jours |

## Controverses

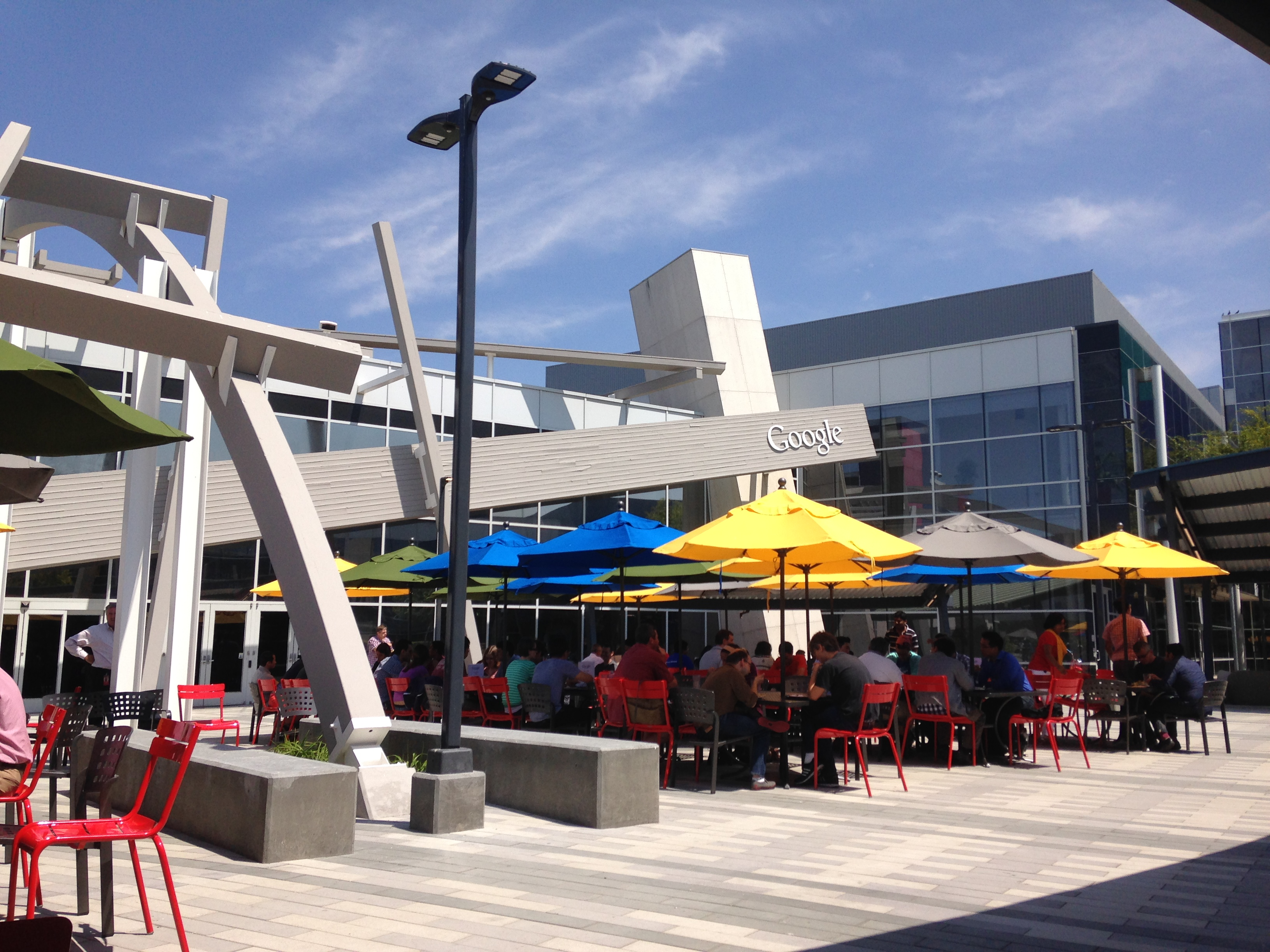
Bureaux de Google

### Polémique sur sa création
Le lendemain de l'annonce de la création de la société, plusieurs journaux pointent que cette restructuration masquerait en réalité une opération visant à faire tomber les procès antitrust en cours, lancés par l'Union européenne. En éclatant son activité en plusieurs sociétés, Alphabet souhaite atténuer l'abus de position dominante qu'il exerçait en concentrant toutes ses activités dans une seule entité. Quelques heures après ces articles, plusieurs juristes estiment cette piste cependant peu probable comme le fait remarquer Christophe Benavent : « si une partie de l’activité est filialisée, les litiges resteront dans l’entité ou seront transférés ».
Les détracteurs de cet empire financier notent que cette nouvelle structure et dénomination est une manière de rendre Google moins hégémonique aux yeux des consommateurs de ses multiples services collectant toujours plus de données personnelles à des fins publicitaires, par le biais d'une infantile communication notamment avec des cubes alphabet de couleur sur leur site officiel.

### Paradis fiscal
La société est immatriculée dans l'État du Delaware, un paradis fiscal au sein des États-Unis, ce qui se traduit par une simple boîte aux lettres au nom d'Alphabet dans un immeuble de Wilmington appelé Corporation Trust Center (en), situé au 1209 North Orange street et regroupant les domiciliations d'American Airlines, Apple Inc., General Motors, The Coca-Cola Company, Walmart, Yum! Brands, Verizon et Take-Two Interactive, entre autres,.

### Abus de position dominante
À la suite d'une amende de 2,42 milliards d'euros, infligée par la Commission européenne à Google pour abus de position dominante, les bénéfices d'Alphabet chutent de 27 % au second trimestre 2017,.

### Impact environnemental
La société Alphabet, notamment son moteur de recherche Google, est critiquée pour son impact sur l'environnement[Comment ?]. Pour répondre à ces critiques et pour améliorer son image auprès de ses utilisateurs, les serveurs du site sont alimentés depuis 2017 avec 100 % d'énergie renouvelable. Mais l'impact environnemental des géants du numérique ne se limite pas aux seuls data centers. En 2019, l’industrie du numérique représentait 34 milliards d'équipements pour 4 milliards d'utilisateurs dans le monde, selon une étude réalisée par GreenIT.fr. À cela s'ajoute les centres de données et les réseaux. Les annonces de la firme Google se focalisent donc principalement sur la partie visible de l'iceberg, car « inciter à consommer plus durablement est en totale contradiction avec les intérêts économiques de Google », estime Agathe Martin, analyste financier chez Fabernovel.

### Suppression de postes
Le 20 janvier 2023, Alphabet prévoit de supprimer 12 000 postes dans le monde, soit 6 % de ses effectifs totaux.

### Fin du programme «Diversité, équité et inclusion»
Le 5 février 2025, à la suite de l'élection de Donald Trump, et après plusieurs autres grandes entreprises américaines comme Disney, McDonald’s, Ford ou Meta, Alphabet met fin à ses programmes conçus pour favoriser la diversité, l'équité et l'inclusion (DEI) dans les recrutements.

## Article(s) connexe(s)
- Google#Google devient Alphabet